# Bynum Peak
Der Bynum Peak ist ein Berg in der antarktischen Ross Dependency. Im Königin-Maud-Gebirge ragt er 5 km südöstlich des Mount Finley oberhalb der Nordflanke des McGregor-Gletschers auf.
Das Advisory Committee on Antarctic Names benannte ihn 1966 nach Gaither Daniel Bynum Jr., Satellitengeodät auf der McMurdo-Station im Jahr 1965.